# Mercedes-Benz W 129
Der Mercedes-Benz W 129, genannt Mercedes-Benz 580 K, war ein Prototyp, der 1939 und 1940 als Nachfolger des Typs 540 K gebaut wurde.
Die Auslegung der Fahrzeuge entsprach der des Typs 540 K. Der Hubraum des Motors war auf 5670 cm³ gewachsen. Der Motor leistete 130 PS (96 kW) im Saugbetrieb und 200 PS (147 kW) mit Kompressor. Die Höchstgeschwindigkeit betrug 180 km/h.
Auf dem kurzen Fahrgestell entstanden allerdings nur einige Prototypen als Sport-Coupé und Sport-Roadster. Zu einer Serienfertigung kam es jedoch nicht mehr.

## Technische Daten
| Typ 580 K                 | Typ 580 K                                                 |
| ------------------------- | --------------------------------------------------------- |
| Motor                     | 8-Zylinder-Reihenmotor (Viertakt), vorne längs            |
| Hubraum                   | 5670 cm³                                                  |
| Bohrung × Hub             | 95 × 100 mm                                               |
| Leistung bei 1/min        | ohne/mit Kompressor: 96/147 kW (130/200 PS) bei 3400      |
| Max. Drehmoment bei 1/min | ca. 439 Nm bei 2200                                       |
| Verdichtung               | 6,5:1                                                     |
| Gemischaufbereitung       | Steigstrom-Doppelvergaser                                 |
| Ventilsteuerung           | 1 seitliche Nockenwelle, Antrieb über Stirnräder          |
| Kühlung                   | Wasserkühlung                                             |
| Getriebe                  | 5-Gang-Schaltgetriebe Hinterradantrieb                    |
| Radaufhängung vorn        | Einzelradaufhängung an Doppelquerlenkern, Schraubenfedern |
| Radaufhängung hinten      | Pendelachse, Doppel-Schraubenfedern                       |
| Lenkung                   | Schraubenspindellenkung                                   |
| Spurweite vorn/hinten     | 1535/1547 mm (Sport-Roadster)                             |
| Radstand                  | 2980 mm (Sport-Roadster)                                  |
| Abmessungen               | 4480 × 1940 × 1520 mm (Sport-Roadster)                    |
| Wendekreis                | 11,8 m (Sport-Roadster)                                   |
| Leergewicht               | 2250 kg (Sport-Roadster)                                  |
| Höchstgeschwindigkeit     | 180 km/h                                                  |
| Verbrauch (l/100 km)      | 30                                                        |
| Preis                     | —                                                         |